# Алимкаси
Алимка́си (рос. Алымкасы, чув. Йăлăмкас) — присілок у складі Чебоксарського району Чувашії, Росія. Входить до складу Атлашевського сільського поселення.
Населення — 36 осіб (2010; 70 у 2002).
Національний склад:
- чуваші — 100 %